# Juraildes da Cruz
Juraildes da Cruz (Aurora do Tocantins, 23 de novembro de 1954) é um cantor e compositor brasileiro.

## Biografia
O cantor e compositor Juraildes da Cruz nasceu em Aurora do Norte (Goiás, hoje estado do Tocantins), um lugar que ele considerava um verdadeiro paraíso Cresceu ouvindo  folias de reis,  cantigas de roda,  catiras, Luiz Gonzaga e Jackson do Pandeiro. Aos nove anos mudou-se para Goiânia, onde aprendeu a tocar violão com o seu vizinho. Estudou violão clássico, ouviu muito a “Jovem Guarda”, MPB e Rock dos anos 70. Seu trabalho é híbrido disso.
Iniciou sua carreira artística em 1976, quando participou do GREMI - Grandes Revelações da Mocidade Inhumense, um festival de arte que aconteceu na cidade de Inhumas, Goiás, onde foi classificado em primeiro lugar.
Participou de mais de cem festivais de música, com destaque para o Festival Tupi, de 1979, onde se apresentou com Genésio Tocantins, ao lado de artistas como Caetano Veloso, Elba Ramalho, Zé Ramalho, Osvaldo Montenegro, Fagner, Alceu Valença, Jackson do Pandeiro e outros.
Em 1992, foi classificado no MPB SHELL.
Gravou seu primeiro disco, Cheiro de Terra, em 1990, contando com a participação de grandes nomes como Chiquinho do Acordeon, Sebastião Tapajós, Paulo Moura, Jaques Morelenbaum, Fernando Carvalho, Nilson Chaves, Mingo e Xangai. Suas composições já foram gravadas por Pena Branca e Xavantinho, Xangai, Rolando Boldrin e Margareth Menezes, entre outros.
Em 1994, Pena Branca e Xavantinho gravaram a composição de Juraildes "Memória de Carreiro", que abre o CD Uma Dupla Brasileira. Participou, ainda, do CD gravado ao vivo Canto Cerrado, no qual interpretou "Nóis é Jeca Mais é Jóia". Cantou também com Xangai o forró "Fuzuê na Taboca" no CD Eugênio Avelino - Lua Cheia, Lua Nova.
Em 1998, ganhou o Prêmio SHARP, atualmente chamado "Prêmio da Música Brasileira, com a música "Nóis é Jeca, Mais é Jóia", na categoria de melhor música regional.
Participou do Projeto Pixinguinha, fazendo apresentações em oito capitais brasileiras, com gravação de DVD.
Em 2000, foi classificado no concurso do Projeto Rumos Musicais, do Banco Itaú para fazer o mapeamento cultural do país, com gravação de DVD, representando o Centro-Oeste.
Em 2005, foi indicado para o Prêmio TIM (categoria regional), com o CD Nóis é Jeca, Mais é Jóia.
Participou do Acordes Brasileiros – primeiro encontro Nacional de músicas regionais do Brasil em Porto Alegre, Rio Grande do Sul.
A Pontifícia Universidade Católica de São Paulo publicou um artigo na revista Língua Portuguesa, fazendo um reconhecimento do seu trabalho na revista n° 39, no mês de janeiro de 2009.
Participou da trilha sonora da novela da Rede Globo, A Favorita, com a música "Memória de Carreiro", na versão instrumental.
Participando pela terceira vez do Projeto Pixinguinha, em 2008, recebeu o prêmio para a gravação do CD Roda Gigante bem como realização de shows de lançamento em Goiás.
Prepara-se para o lançamento do DVD Meninos, com tema infantis e adultos, que contou com a participação de um coral infantil.
A partir de junho de 2010, abriu uma turnê, em Recife, juntamente com Xangai, que circulou pelo nordeste, onde foi mostrado o trabalho do CD que gravaram juntos, pela Kuarup, indicado ao Prêmio Tim em 2005.
Em 2010, foi indicado ao 21º Prêmio da Música Brasileira, sendo contemplado como o melhor cantor na categoria "voto popular", juntamente com Daniela Mercury. 

## Discografia
| Ano  | Álbum                   |
| ---- | ----------------------- |
| 1990 | Cheiro de Terra         |
| 1998 | Lugar Seguro            |
| 2002 | Hot Dog Latino          |
| 2004 | Nóis É Jeca Mais É Joia |
| 2006 | Meninos                 |
| 2005 | Cantão Pro Mundo        |
| 2009 | Roda Gigante            |

### Participações Especiais
Como intérprete, Juraildes da Cruz participa do CD Canta Cerrado, o qual foi gravado ao vivo durante um festival. Esse CD contém a canção "Nóis É Jeca Mais É Jóia".
Juraildes também tem participação no CD Eugênio Avelino - Lua Cheia, Lua Nova, lançado pelo Estúdio de Invenções, no qual interpreta juntamente com Xangai a sua composição "Fuzuê na Taboca".
Também participa do CD Só Forró II, lançado pela gravadora Kuarup Discos, e que é uma coletânea de Forrós, tendo também as participações especiais de Dominguinhos, Genaro, Heraldo do Monte, Maciel Melo e Jackson Antunes. Juraildes nesse CD interpreta suas composições "Nois É Jeca Mais É Joia", "Pegando Fogo" e "Receita de Mulher", todas de sua autoria.
É possível ainda ouvir sua interpretação no CD Made in Dependente Brasil - O melhor da música independente", uma coletânea de vários cantores lançado pela Luz do Sol Produções, onde participa com duas músicas: "Dodói", que abre o CD, e "Cantiga".